# Bryan Nickson Lomas
Bryan Nickson Lomas (Kuching, 30 giugno 1990) è un tuffatore malaysiano.
Ha rappresentato la Malesia ai Giochi olimpici di Atene 2004, Pechino 2008 e Londra 2012.

## Palmarès
- Coppa del Mondo di tuffi

Londra 2012: bronzo nel sincro 3 m.
- Giochi asiatici

Guangzhou 2010: argento nel sincro 3 m e nel sincro 10 m e bronzo nella piattaforma 10 m.
- Giochi del Commonwealth

Melbourne 2006: argento nel sincro 10 m.
Delhi 2010: bronzo nel sincro 3 m e nella piattaforma 10 m.